# Kick Off (Computerspielreihe)
Kick Off ist eine Fußballsimulations-Reihe. Der erste Teil wurde von Dino Dini für Anco entwickelt und 1989 für Amiga und Atari ST veröffentlicht. Es folgten Portierungen für den PC, Commodore 64, Atari-8-Bit-Computer und die Konsolen von Nintendo und Sega. Bis zum Erscheinen von Sensible Soccer 1992 war Kick Off bzw. der Nachfolger Kick Off 2 führend im Bereich der Fußball-Computerspiele.
Während die Grafik, die das Spielgeschehen aus der Vogelperspektive zeigt, sich nicht wesentlich von anderen Spielen der Zeit unterschied, war ein Spielelement neu und wegweisend: Im Gegensatz zu anderen Fußballspielen klebte der Ball nicht fest am Fuß des Spielers, sondern dieser trieb ihn realitätsnäher vor sich her.
Auch andere Features, die heute Standard bei Fußballspielen sind, wurden von Kick Off eingeführt. Darunter fallen Action-Replay, Gelbe und Rote Karten, Fouls und Verletzungen. Auch hatten die Spieler unterschiedliche Fähigkeiten mit Stärken und Schwächen, was ein Novum war.
1989 erschien unter dem Titel Extra Time eine Erweiterung, welche neben neuen Taktiken und Spielerfähigkeiten auch neue Schiedsrichter mit unterschiedlichem Verhalten und Platzarten wie Kunstrasen oder „matschig“ hinzufügte. Extra Time wurde allerdings nur für Amiga und Atari ST veröffentlicht.
1990 wurde das Spiel noch einmal in Italien unter dem Titel Franco Baresi World Cup Kick Off veröffentlicht. Außer dem Namen und einem neuen Titelbildschirm hat sich allerdings nichts verändert.

## Chronologie
- Kick Off (1989)
- Kick Off 2 (1990)
- Super Kick Off (1991)
- Kick Off 3 (1994)
- Kick Off 96 (1996)
- Kick Off 97 (1997)
- Kick Off 98 (1997)
- Kick Off World (1998)
- Kick Off 2002 (2002)
- Dino Dini’s Kick Off Revival (2016)

## Spiele

### Kick Off
Der erste Teil wurde von Dino Dini für Anco entwickelt und 1989 für Amiga und Atari ST veröffentlicht.
Bei den Golden Joystick Awards von EMAP Images wurde Kick Off als bestes 16-Bit-Spiel des Jahres 1989 ausgezeichnet.

### Kick Off 2
1990 wurde Kick Off 2 für Amiga, Atari ST, PC, C64, Amstrad CPC und das ZX Spectrum veröffentlicht. Es war der letzte Teil dieser Reihe, welcher von Erfinder Dino Dini programmiert wurde. Bis heute erfreut sich Kick Off 2 größter Beliebtheit, sodass Fans immer noch Turniere mit diesem Spiel austragen.
Neben den Änderungen, welche die Extra-Time-Zusatzdisk schon für Kick Off brachte, gab es mit dem After-Touch eine revolutionäre Neuerung die ebenfalls zum Standard bei Fußballspielen wurde. Der After-Touch ermöglichte das Lenken des Balls nach Abgabe eines Schusses, wodurch man spektakuläre Tore und Bananenflanken erzielen konnte. Weitere Neuerungen umfassten einen Turniermodus und die Möglichkeit, die Trikotfarben der Mannschaften zu wählen. Auch war es möglich, seine Mannschaft aus dem Spiel Player Manager zu importieren.
Bei den Golden Joystick Awards wurde Kick Off 2 als bestes 16-Bit-Spiel des Jahres 1990 ausgezeichnet.
Für Kick Off 2 wurden zahlreiche Erweiterungsdisketten angeboten:
- 1990 – Giants of Europe 
Enthält 32 der populärsten europäischen Vereinsmannschaften wie Mailand oder Manchester
- 1991 – Return to Europe 
fügt den UEFA-Pokal, den Pokal der Pokalsieger und den Europapokal der Landesmeister mit den jeweiligen Mannschaften hinzu
- 1991 – The Final Whistle 
Verbesserung des Gameplays durch Hinzufügen von neuen Charaktereigenschaften für die Spieler, einer überarbeiteten Eckballsteuerung, wählbarer Abseitsregel und einem Zweispieler-Teammodus
- 1991 – Winning Tactics 
Eine Anzahl neuer Taktiken, sowohl für Kick Off 2 als auch für den Player Manager

Zwei weitere Zusatzdisks mit den Titeln Super League und The Maths Disk wurden angekündigt, allerdings nie veröffentlicht.

### Super Kick Off
1991 wurde Super Kick Off veröffentlicht. Bei diesem Spiel handelt es sich um eine Konvertierung von Kick Off 2 für Konsolen. Das eigentliche Gameplay wurde dabei kaum verändert, allerdings wurden einige Optionen der Extradisks wie die Abseitsregel übernommen.
Die Entwicklung bzw. Konvertierung übernahmen andere Entwicklerstudios wie Tiertex und Imagineer und das Spiel erschien für das Mega Drive, Master System, SNES, Game Gear und Game Boy.
Von 1994 bis 2002 erschienen regelmäßig Nachfolger, die aber nicht mehr an den Erfolg der ersten beiden Teile anknüpfen konnten.

### Kick Off 3
Ursprünglich sollte dieser Teil von 1994 viel früher und noch unter der Leitung von Dino Dini erscheinen, allerdings wechselte dieser von Anco zu Virgin. Die Entwicklung übernahm daraufhin Steve Screech, der zuvor bei Kick Off 2 an der Grafik mitgearbeitet hatte. Als größte Neuerung gab es die Wahl zwischen einem Simulationsmodus und dem leichteren Arcademodus, wo man auch diverse Regeln deaktivieren konnte. Auch grafisch gab es Veränderungen, so konnte man zwischen der altbekannten Vogelperspektive und einer neuen isometrischen Ansicht wählen.
Erschienen ist das Spiel für Amiga, PC, Mega Drive und SNES.

### Kick Off 97
Mit diesem Teil wurde eine echte 3D-Ansicht eingeführt. Die Bewegungen der Spieler waren mittels Motion Capturing digitalisiert.

### Kick Off Revival
Mit Dino Dini’s Kick Off Revival wurde 14 Jahre nach dem zuvor letzten Teil der Serie Kick Off 2002 ein neuer Ableger veröffentlicht. Kick Off Revival erschien 2016 für PlayStation 4 und wurde von der Presse äußerst negativ aufgenommen. Eine Ausgabe für PlayStation Vita und eine Steam-Version für Windows-PCs folgten 2017.